# Cheating at Solitaire
Cheating at Solitaire è il primo album solista di Mike Ness, frontman dei Social Distortion, pubblicato il 13 aprile 1999 da Time Bomb Recordings. Vari artisti hanno collaborato alla composizione dell'album, fra questi Bruce Springsteen, Brian Setzer e membri dei Royal Crown Revue. Si tratta di un disco molto distante da quelli dei Social Distortion, in quanto concentrato su generi differenti quali country, blues, folk e rockabilly.

## Tracce
- Tutte le tracce scritte da Mike Ness eccetto dove indicato.

1. The Devil in Miss Jones – 3:49
2. Don't Think Twice, It's All Right (Bob Dylan) – 3:47
3. Misery Loves Company – 3:47
4. Crime Don't Pay – 3:31
5. Rest of Our Lives – 3:44
6. You Win Again (Hank Williams) – 3:11
7. Cheating at Solitaire – 3:53
8. No Man's Friend – 4:57
9. Charmed Life – 3:38
10. Dope Fiend Blues – 5:17
11. Ballad of a Lonely Man – 3:25
12. I'm in Love/My Car – 4:41
13. If You Leave Before Me – 4:19
14. Long Black Veil (Danny Dill/Marijohn Wilkin) – 4:04
15. Send Her Back (Al Ferrier) – 2:57
16. Company C – 5:03 (solo nella versione su vinile)

## Crediti[2]
- Mike Ness - voce, chitarra elettrica, chitarra acustica, produttore, artwork, missaggio
- James Saez - chitarra acustica, chitarra elettrica, percussioni, tastiere, produttore, ingegneria del suono, chitarra slide, missaggio
- Bruce Springsteen - chitarra, voce
- Brian Setzer - chitarra
- Billy Zoom - chitarra
- Chris Lawrence - chitarra elettrica, chitarra slide
- Tom Corbett - mandolino
- Mando Dorame - sassofono tenore
- Josh Freese - batteria
- Daniel Glass - batteria
- Veikko Lepisto - basso elettrico, basso
- Jamie Humoberac - tastiere, organo
- Bob Breen - assistente all'ingegneria del suono
- Paul Ericksen - assistente all'ingegneria del suono
- Jolie Clemens - artwork
- Martin Klemm - assistente al missaggio
- F. Scott Schafer - fotografia
- Eddy Schreyer - mastering

## Classifiche[3]
| Classifica        | Posizione |
| ----------------- | --------- |
| Billboard Top 200 | 80        |

## Classifiche singoli[4]
| Singolo                           | Classifica         | Posizione |
| --------------------------------- | ------------------ | --------- |
| Don't Think Twice, It's All Right | Modern Rock Tracks | 28        |